# Sundsjön (Ulrika socken, Östergötland)
Sundsjön är en sjö i Linköpings kommun i Östergötland och ingår i Motala ströms huvudavrinningsområde. Sjön har en area på 0,185 kvadratkilometer och ligger 180,6 meter över havet. Sjön avvattnas av vattendraget Lillån.

## Delavrinningsområde
Sundsjön ingår i det delavrinningsområde (645162-147898) som SMHI kallar för Inloppet i Bjärsen. Medelhöjden är 163 meter över havet och ytan är 17,9 kvadratkilometer. Det finns inga avrinningsområden uppströms utan avrinningsområdet är högsta punkten. Lillån som avvattnar avrinningsområdet har biflödesordning 3, vilket innebär att vattnet flödar genom totalt 3 vattendrag innan det når havet efter 121 kilometer. Avrinningsområdet består mestadels av skog (78 procent). Avrinningsområdet har 0,58 kvadratkilometer vattenytor vilket ger det en sjöprocent på 3,2 procent.